# Glyptothorax jalalensis
Glyptothorax jalalensis is een straalvinnige vissensoort uit de familie van de zuigmeervallen (Sisoridae). De wetenschappelijke naam van de soort is voor het eerst geldig gepubliceerd in 1970 door Balon & Hensel.